# Aeroportul Shimla
Aeroportul Shimla (IATA: SLV, ICAO: VISM) este un aeroport din Himachal Pradesh, India ce deservește zona Shimla. Aeroportul a fost tranzitat în decembrie 2022 de 2.075 de pasageri. A fost numit după zona deservită.
Situat la o altitudine de 1.546 m, aeroportul dispune de o singură pistă. Este operat de Airports Authority of India⁠(d).